# Землетрясение на острове Новая Британия (2011)
Сильное землетрясение на острове Новая Британия в Папуа — Новая Гвинея магнитудой 6,5 произошло 10 марта 2011 года в 7 часов 24 минуты утра по местному времени. Эпицентр находился на территории острова в 75 км к юго-западу от столицы Западной Новой Британии — Кимбе, а гипоцентр на глубине 29 км
Повторный подземный толчок магнитудой 4,6 с эпицентром в 50 км к юго-востоку от Кимбе произошёл 11 марта 2011 года в 12 часов 24 минуты, а залегал на глубине 114 км.